# Сурис, Роберт Арнольдович
Ро́берт Арно́льдович Су́рис (31 декабря 1936, Москва — 14 мая 2024, Санкт-Петербург) — советский и российский физик-теоретик, доктор физико-математических наук (1974), профессор (1982), академик РАН (2006), лауреат Государственной премии РФ (2001).
Работал в НИИ физических проблем, заведовал лабораторией ФТИ им. А. Ф. Иоффе РАН. Занимался исследованиями в следующих областях: теория твёрдого тела и полупроводников, теория твердотельных приборов и микроэлектронная технология, статистическая механика и фазовые переходы. В 1971 году вместе с Р. Ф. Казариновым предложил концепцию квантово-каскадного лазера.

## Биография
Р. А. Сурис родился 31 декабря 1936 года в Москве. Его отец Арнольд Давидович Сурис (1908—1999) — советский архитектор, лауреат Сталинской премии. С матерью Натальей в октябре 1941 года Роберт уехал в эвакуацию из Москвы в Уфу, вернулся в начале 1943 года. В детстве занимался в изостудии при Архитектурном институте.
В 1960 году Сурис окончил с отличием физико-химический факультет МИСиСа по специальности «физика металлов». После этого по распределению попал в научно-исследовательский институт «Пульсар» в Москве, где начал свою карьеру и работал инженером и старшим инженером. В 1964 году перевёлся в НИИ физических проблем имени Ф. В. Лукина в Зеленограде, где прошёл путь от младшего научного сотрудника до начальника отделения. С 1988 года возглавил сектор теоретических основ микроэлектроники в Физико-техническом институте АН СССР / РАН. В 1993—1997 годах занимал также должность директора Отделения твердотельной электроники этого института.
В 1964 году защитил диссертацию на соискание учёной степени кандидата физико-математических наук по теме «О применении метода функций Грина в некоторых задачах физики твердого тела», в 1974 году — диссертацию на соискание учёной степени доктора физико-математических наук по теме «Исследования по теории электрических неустойчивостей в полупроводниках и полупроводниковых структурах».
В период с 1974 по 1988 годы преподавал в МФТИ. В 1982 году стал профессором. С 1989 по 2012 годы был профессором и заведующим кафедрой физики твёрдого тела в СПбПУ. С 2012 года являлся профессором и заведующим кафедрой физики конденсированного состояния в Санкт-Петербургском академическом университете.
30 мая 1997 года был избран членом-корреспондентом РАН, 25 мая 2006 года — действительным членом РАН по Отделению физических наук. Входил в состав президиума СПбНЦ РАН, а после учреждения регионального отделения РАН в Санкт-Петербурге (СПбО) — в президиум отделения.
Являлся членом редколлегий журналов «Успехи физических наук», «Журнал технической физики», «Микроэлектроника», главным редактором журнала «Физика и техника полупроводников».
Был женат на дочери физика Б. Н. Финкельштейна (1902—1962).
Умер 14 мая 2024 года в возрасте 87 лет.

## Научный вклад
Область научных интересов Р. А. Суриса включает теорию твёрдого тела, полупроводниковые наноструктуры, нано- и оптоэлектронику, теорию твердотельных приборов и микроэлектронную технологию, статистическую механику и фазовые переходы. Сурис является пионером в теории полупроводниковых наногетероструктур и устройств на их основе. Его работы стимулировали многие экспериментальные исследования и технические разработки, включая новые типы полупроводниковых лазеров.
В 1971 году Сурис совместно с Р. Ф. Казариновым опубликовал статью, в которой предсказал возможность лазерной генерации в полупроводниковых периодических гетероструктурах с резонансным туннелированием. Эти исследования положили начало технологии квантовых каскадных лазеров. Эта работа явилась основанием для выдвижения Суриса и Казаринова на Нобелевскую премию
по физике. В 1972 году совместно с другими сотрудниками ФТИ разработал теорию гетеролазера с распределённой обратной связью, которая стала ключевым элементом систем оптоволоконной связи. Впоследствии совместно с Л. В. Асряном создал теорию полупроводниковых инжекционных лазеров на квантовых точках, за что в 2001 году был удостоен Государственной премии РФ. Занимался теорией инжекционных лазеров с квантовыми точками, описал спектральные характеристики инжекционных лазеров с составными резонаторами.
В 2001 году при исследовании экситонов показал ключевую роль корреляции между фотовозбуждаемым трионом и оставшейся после электронного перехода дыркой их фермиевского моря — состояние, получивлее название тетрон Суриса.
Сурис также разработал теорию приповерхностных состояний в полупроводниковых гетероструктурах и, совместно с В. А. Гергелем, — теорию структур металл-окисел-полупроводник, что отразилось в научной терминологии для обозначения пространственных флуктуаций концентрации носителей заряда в этих структурах — лужи Гергеля — Суриса. Развил теорию туннелирования электронов через шероховатые границы. Вместе с Б. И. Фуксом предсказал и разработал теорию волн пространственной перезарядки ловушек в полупроводниках, которые определяют свойства ИК-фотоприёмников. В последние годы Сурис успешно развивал теорию полупроводников со сверхрешётками из квантовых точек.
Развил теорию фликкер-шумов в эпитаксиальных плёнках высокотемпературных сверхпроводников, теорию коллективных эффектов и многочастичных электронно-дырочных комплексов в наноструктурах и процессов эпитаксиального роста таких структур.
Автор и соавтор более чем 300 научных статей, опубликованных в реферируемых журналах. Имеет более 4500 цитирований; индекс Хирша — 33 (данные РИНЦ на 2024 год) и около 20 изобретений.
Р. А. Сурис руководил защитой 23 кандидатских диссертаций своих учеников и семи докторов наук.

## Публикации
Книги
- Березин Г. Н., Никитин А. В., Сурис Р. А. Оптические основы контактной фотолитографии. — М.: Радио и связь, 1982. — 104 с. — (Массовая библиотека инженера «Электроника»).

Статьи
- Глазов М. М., Сурис Р. А. Коллективные состояния экситонов в полупроводниках // УФН. — 2020. — Т. 190. — С. 1121. — doi:10.3367/UFNr.2019.10.038663.
- Сурис Р. А. Фазовый переход газ-кристалл в двумерной системе диполярных экситонов // ЖЭТФ. — 2016. — Т. 149. — С. 695. — doi:10.7868/S0044451016030196.
- Dmitriev, I. A.; Suris, R. A. Quantum cascade lasers based on quantum dot superlattice (англ.) // Phys. Status Solidi A-Appl. Res.. — 2005. — Vol. 202. — P. 987—991. — doi:10.1002/pssa.200460714.
- Asryan, L. V.; Suris, R. A. Inhomogeneous line broadening and the threshold current density of a semiconductor quantum dot laser (англ.) // Semiconductor science and technology. — 1996. — Vol. 11. — P. 554. — doi:10.1088/0268-1242/11/4/017.
- Сурис Р. А. Пограничные состояния в гетеропереходах // ФТП. — 1986. — Т. 20. — С. 2008.
- Гергель В. А., Сурис Р. А. Теория поверхностных состояний и проводимости в структурах металл-диэлектрик-полупроводник // ЖЭТФ. — 1983. — Т. 84. — С. 719.
- Казаринов Р. Ф., Сурис Р. А. Инжекционный гетеролазер с дифракционной решеткой на контактной поверхности // ФТП. — 1972. — Т. 6. — С. 1359.
- Казаринов Р. Ф., Сурис Р. А. О возможности усиления электромагнитных волн в полупроводниках со сверхрешеткой // ФТП. — 1971. — Т. 5. — С. 797.
- Сурис Р. А. О фазовых переходах в одной модельной системе // ЖЭТФ. — 1964. — Т. 47. — С. 1427.

## Общественная позиция
В феврале 2022 года подписал открытое письмо российских учёных и научных журналистов с осуждением вторжения России на Украину и призывом вывести российские войска с украинской территории.

## Награды
- Медаль «За трудовое отличие» (1986)[19].
- Премия Ранка (1998)[4] (по оптоэлектронике) совместно с Ф. Капассо, Дж. Фейстом[англ.] и Р. Казариновым[21].
- Медаль ордена «За заслуги перед Отечеством» II степени (1999)[2][19][22].
- Государственная премия Российской Федерации (2001)[7]. Премия присуждена коллективу авторов: Алфёров Ж. И., Асрян Л. В., Копьев П. С., Леденцов Н. Н., Сурис Р. А., Устинов В. М., Щукин В. А., Бимберг Д.; за цикл работ «Фундаментальные исследования процессов формирования и свойств гетероструктур с квантовыми точками и создание лазеров на их основе»[11][23].
- Премия Гумбольдта (2002)[19][6].
- Премия имени А. Ф. Иоффе (2005)[7] — за цикл работ «Исследование полупроводниковых сверхрешеток на основе квантовых ям и квантовых точек»[10].
- Премия имени А. Ф. Иоффе в области физики и астрономии, Правительства Санкт-Петербурга и Санкт-Петербургского НЦ РАН (2008)[19][24].
- Орден Дружбы (2010)[25].
- Благодарность Президента Российской Федерации (5 февраля 2024 года) — за заслуги в развитии отечественной науки, многолетнюю плодотворную деятельность и в связи с 300-летием со дня основания Российской академии наук[26].